# Atherandra acuminata
Atherandra acuminata är en oleanderväxtart som beskrevs av Joseph Decaisne. Atherandra acuminata ingår i släktet Atherandra och familjen oleanderväxter. Inga underarter finns listade i Catalogue of Life.